# Lucas Taylor
Lucas Taylor, właśc. Lucas Taylor Maia Reis (ur. 10 kwietnia 1995 w Guarulhos, w stanie São Paulo) – brazylijski piłkarz, grający na pozycji prawego obrońcy.

## Kariera piłkarska

### Kariera klubowa
Wychowanek klubu SE Palmeiras. W 2015 rozpoczął karierę piłkarską w Flamengo de Guarulhos. Potem od 2016 występował na zasadach wypożyczenia w klubach Criciúma, Paraná Clube, Red Bull Brasil, Paysandu SC, Botafogo i Boa. W lipcu 2018 został wypożyczony do FK Lwów. 4 kwietnia 2019 wrócił do Palmeirasu, a potem przeszedł do GD Estoril Praia. 17 stycznia 2020 zasilił skład SK Dnipro-1.

## Sukcesy i odznaczenia

### Sukcesy klubowe
Palmeiras
- zdobywca Pucharu Brazylii: 2015